# Amorphophallus mekongensis
Amorphophallus mekongensis är en kallaväxtart som beskrevs av Adolf Engler och Karl Gehrmann. Amorphophallus mekongensis ingår i släktet Amorphophallus och familjen kallaväxter. Inga underarter finns listade.